# アラサン・ドラボ
アラサン・ドラボ（Alassane Drabo 、1968年7月18日 - ）は、ブルキナファソの彫刻家。ボルキエンデ県クドゥグ出身。主に木材を使った作品を手がけている。

## 人物
ワガドゥグー内の美術専門学校卒。1996年と1998年にはダカールビエンナーレに出展している。国内以外ではベナン、セネガル、フランス、オランダなどで個展を開催している。ワガドゥグー空港のVIPルームには彼の作品が展示されている。